# Giovanni Dolfin

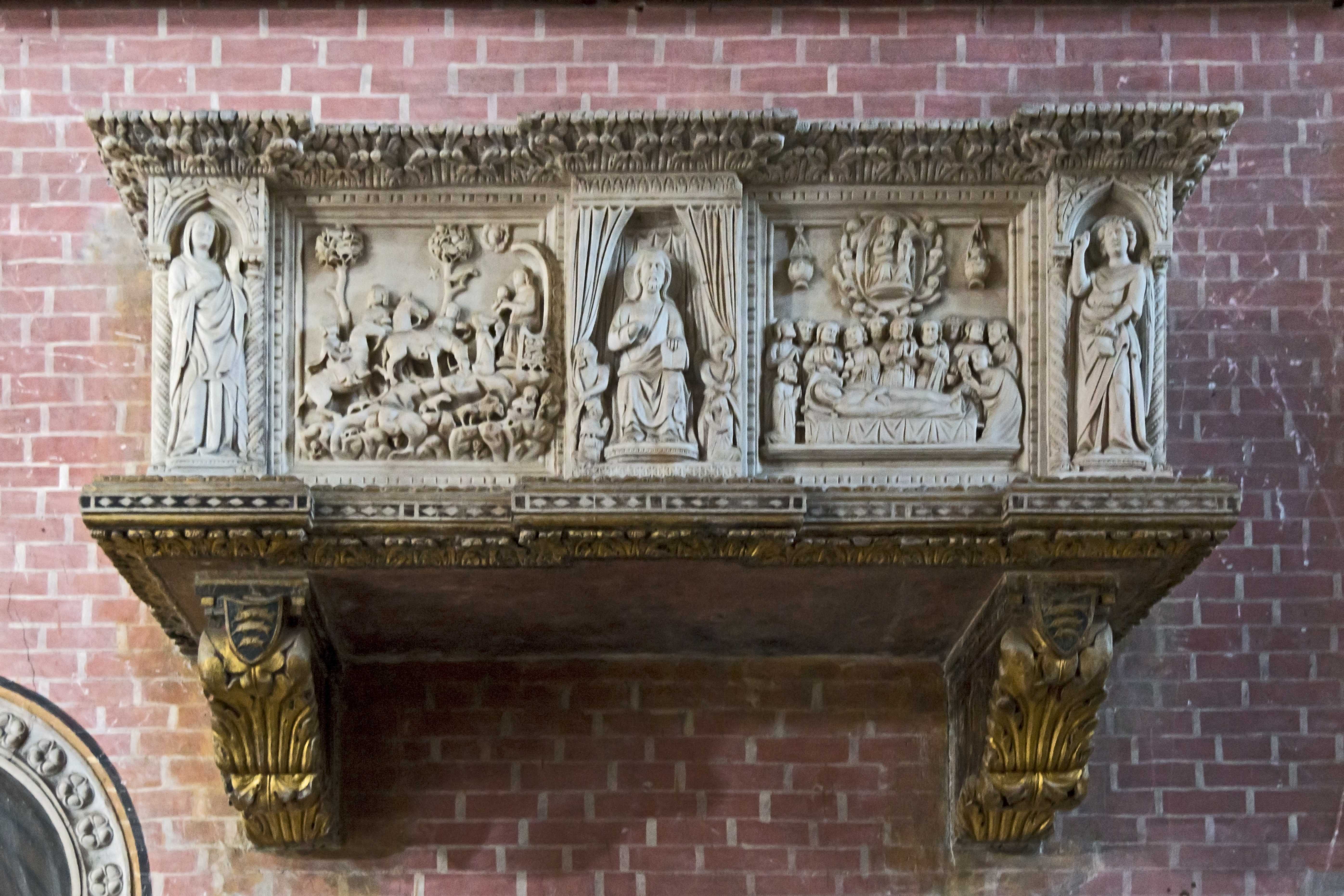
Tumba del Doge en Venecia

Juan Delfín (en veneciano Giovanni Dolfin) fue un noble italiano que llegó a ser dux de Venecia. Hijo de Benedicto Delfín, nació en el seno de una de las 24 familias de los llamados longhi, nombre referente a la más antigua nobleza del Véneto. Los Delfín, junto con su condición de longhi, fueron a su vez una familia enormemente rica y respetada en la Serenísima República. Tuvo la suerte de tener un solo hermano con el cual repartir todo el patrimonio familiar. Se dedicó desde joven a menesteres militares, ascendiendo en el ejército de una forma muy rápida. Su esposa fue la Nobil Donna Catalina Giustiniani, descendiente del Emperador Justiniano el Grande, quien le dio ocho hijos.
Políticamente, su familia estaba aliada con los Gradenigo, cuyo miembro principal, Giovanni, fue dogo justo antes que él. Los Gradenigo y los Delfín, tenían un origen común, pero ambas familias se habían distinguido entre sí alrededor del siglo V, aun así, se unieron por medio de una estratégica y efectiva política matrimonial que aseguraría el poder de ambas familias en Venecia durante generaciones.

## Dogato
Juan Delfín fue elegido dux con 25 votos, el 13 de agosto de 1356, mientras se encontraba defendiendo Treviso como "Provveditore di Campo", durante el asedio de las tropas húngaras. Delfín rompió el cerco de las tropas y llegó a Venecia para su proclamación como dux. Las crónicas relatan que, teniendo que llegar a Venecia para su coronación, aunque cegado de un ojo, logró romper el bloqueo de los atacantes de manera heroica y reunirse con Mestre. 
A pesar de su indudable talento, el dux sufrió una dura derrota en Nervesa (febrero de 1358), que le indujo a firmar la Paz de Zara, con la que cedió Dalmacia al Reino de Hungría. También había llegado a un acuerdo con Padua de Carrara, que se ampliaba hasta el Po, pero al tratarse con malos resultados, el emperador Carlos IV confirmó los derechos de la Marca Trevisana en favor de Venecia, lo que resultó una gran victoria para el dux Delfín.
En 1359 Juan Delfín se vio afectado por la bula que decretó el Papa Inocencio VI, que prohibía el comercio con el sultán de Egipto debido a su fe en el Islam, esta bula afectó gravemente al comercio veneciano, lo que no propició la popularidad del dux.
Murió en 1361 y fue sepultado en la Basílica de San Juan y San Pablo (S.S. Giovanni e Paolo) en Venecia, lugar tradicional del entierro de los dux de la Serenísima República.
- Datos: Q1243594
- Multimedia: Giovanni Dolfin / Q1243594